# Anne-Dauphine Julliand
Anne-Dauphine Julliand, née le 23 novembre 1973 à Paris, est une essayiste française. Ses deux premières œuvres publiées sont Deux petits pas sur le sable mouillé en 2011 et Une journée particulière en 2013, essais relatant son expérience de vie familiale confrontée à la maladie (leucodystrophie métachromatique) grave de deux de ses enfants.
Elle réalise ensuite le film documentaire Et les mistrals gagnants, sorti en 2017, puis publie son premier roman  Jules-César en 2019, et un troisième livre autobiographique, Consolation, en 2020. En 2024, elle publie Ajouter de la vie aux jours.

## Biographie
Anne-Dauphine Julliand naît en 1973 à Paris. Elle étudie le journalisme, puis écrit, d'abord dans la presse quotidienne, puis dans la presse immobilière,.
Elle épouse Loïc de Rosanbo en juillet 2000. Le couple a quatre enfants : Gaspard, Thaïs, Azylis et Arthur.
En 2006, sa fille Thaïs, née le 29 février 2004, est diagnostiquée comme porteuse d'une leucodystrophie métachromatique, une forme rare de maladie lysosomale, son espérance de vie est donc très limitée. En 2007, Thaïs meurt de sa maladie, alors que sa petite sœur Azylis se révèle également porteuse de leucodystrophie. Grâce à une transplantation de moelle, la maladie progresse plus lentement chez elle que chez Thaïs . Azylis meurt finalement à son tour, à 11 ans, le 20 février 2017,.
Son fils Gaspard se donne la mort dans la nuit du 20 au 21 janvier 2022, à la veille de son vingtième anniversaire,,.

## Œuvre
En 2011, Anne-Dauphine Julliand publie Deux petits pas sur le sable mouillé, qui raconte la vie, la maladie et la mort de Thaïs, aux éditions Les Arènes ; ce témoignage remporte un succès important, avec 260 000 exemplaires vendus.
Ce livre reçoit notamment le prix Pèlerin du Témoignage 2011 et est traduit en vingt langues. Dans une interview à Famille chrétienne, elle témoigne de sa foi catholique et du renforcement de celle-ci face aux épreuves et aux souffrances de sa fille Thaïs. Elle dit que l'amour est le seul remède et qu'elle voit Dieu derrière cet amour, la compassion de Dieu.
Le 23 mai 2013, elle publie Une journée particulière, qui raconte de son point de vue la journée du 29 février 2012, jour où Thaïs aurait eu huit ans,.
En 2016, elle réalise un film long métrage documentaire Et les Mistrals gagnants sur le thème de l'enfant et la maladie, dans la lignée de son livre Deux petits pas sur le sable mouillé. D'abord annoncé pour septembre 2016, le film sort sur les écrans le 1er février 2017,.
En octobre 2019, elle publie un roman, Jules-César,,.
Elle publie l'année suivante, en octobre 2020, un troisième livre autobiographique, Consolation, aux éditions Les Arènes.
Trois ans après la mort de son fils Gaspard, elle écrit Ajouter de la vie aux jours qui est publié le 10 octobre 2024, éditions Les Arènes, sur la force de survivre,.

## Décoration
- Chevalier de l'ordre national du Mérite (nomination le 15 mai 2025)[26].